# عبد القادر مصطفى قباني
عبد القادر أفندي القباني هو رئيس بلدية بيروت الاسبق ومؤسس وصاحب جريدة ثمرات الفنون البيروتية سنة 1885م، ولد في زقاق البلاط بيروت في منتصف القرن التاسع عشر الميلادي، برز اجتماعيا وسياسيا بعد أن اصدر جريدة ثمرات الفنون، وهي جريدة بيروتية نشأت بايعاذ ودعم من جمعية الفنون الإسلامية، التي انحلت لاحقا وصبحت الجريدة المذكورة ملكا امتيازا له، واستمرت بالصدور لمدة خمسة وثلاثين عام، وكان بروز قباني قد تجلى أكثر بعد مساهمته بتاسيس جمعية المقاصد الخيرية الإسلامية، حيث كان منزله مقرا لانطلاقتها 1877م، كما اسس مع عمر باشا المحمد ومحمد رشيد رضا جمعية في طرابلس تعني بتعليم الفقراء' ، وبعد انفصال سنجاق بيروت عن ولايات الشام، عين عبد القادر عضوا في محكمتها الاستئنافية بالإضافة لانتخابه رئيسا لمجلسها البلدي البيروتي، ورئيسا لهيئة المعروف حتى سنة 1909م.
دخل الشيخ عبد القادر في صراع سياسي وصحافي مرير مع جمعية الاتحاد والترقي العنصرية التركية، وجمعية تركيا الفتاة الماسونية، الذين نجحوا بالانقلاب على السلطان عبد الحميد الثاني في إسلام بول سنة 1909م، فستبعد بعدها قباني من مناصبه، وترك المضمار السياسي والشأن العام، وتفرغ مع اشقائه للعمل الحر، حيث انشئوا شركة التعدين المعدني في أرض الشام، المتخصصة بأستخرج المعادن لصالح المصانع والهئات الرسمية الحكومية، وقد وافته المنية سنة 1935م.

## ثمرات الفنون
وعندما أسس الحاج سعد الله حمادة «جمعية الفنون» وكانت أهدافها النهوض بالمسلمين وتأمين الرعاية والتعليم لفقرائهم، سرعان ما انضم إليها الشيخ قباني في العام 1873 وأصبح من أكثر اعضائها نشاطاً وفاعلية حتى أن الجمعية عندما قررت أن يكون لها جريدة توصل صوتها، كان امتيازها باسمه. وهكذا كانت انطلاقة جريدة ثمرات الفنون ومطبعتها. فأشرف الشيخ قباني على إصدار الجريدة إلى أن حلت «جمعية الفنون» بعد وفاة مؤسسها، فقام بشراء حقوق الجريدة وشراء المطبعة التابعة لها وتابع إصدار الجريدة منفرداً. فصدرت الثمرات لمدة ثلاثة وثلاثين عاماً (1875 – 1908) كانت خلالها لسان حال المسلمين وواحدة من الدعائم الأساسية للتواصل فيما بينهم إضافة إلى قيمتها التاريخية اليوم من حيث كوتها أول جريدة إسلامية في العالم العربي ومن حيث أهميتها كمرجع للأحداث السياسية، الاجتماعية والأدبية لفترة صدورها وهي واحدة من الفترات الحساسة في تاريخ لبنان والعرب مع أفول نجم السلطنة العثمانية وتزايد النفوذ الأجنبي في الشرق الأوسط وبخاصة لبنان. كما شهدت هذه الفترة نهضة أدبية ثقافية كبرى كانت إحدر محفزاتها انتشار المدارس والإرساليات وتنامي العصبية العربية وما رافقها من اهتمام باللغة العربية إضافة إلى حركات تحرير المرأة ونهضة الصحافة. وجريدة الثمرات كانت تواكب هذه التحولات في المجتمع العربي والإسلامي لا كمراقب فحسب بل كمحرض ومشارك فاعل.

## جمعية المقاصد الخيرية

شعار جمعية المقاصد الخيرية الإسلامية‌

من على صفحات ثمرات الفنون أطلق الشيخ قباني الدعوى لتأسيس جمعية تعنى بتعليم المسلمين أسوة بمدارس الإرساليات الأجنبية. ولم يطل الأمر إذ لم تمض ثلاث سنوات حتى قام بتأسيس جمعية المقاصد الخيرية الإسلامية‌ مع نخبة من الشباب الذين يمثلون مختلف العائلات المسلمة في بيروت. وفتحت الجمعية أبواب مدارسها لتستقبل الطلاب من مختلف الأديان دون أن تلزمهم بأخذ الدروس الدينية وهو عكس ما كان سائداً حينها من انتشار المدارس الدينية التي تفرض على طلابها دروس دين معين وممارسة شعائره.
تولى الشيخ قباني رئاسة الجمعية بعد تأسيسها وانتقل فيما بعد ليصبح عضواً في مجلس إدارتها. وشهدت الجمعية في عهده تطوراً ونمواً كبيراً وبرزت قدراته الفذة في الإدارة المالية وجمع الأموال لتأسيس المدارس وتأمين الخدمات للمجتمع المسلم. فكانت أولى أعمال الجمعية افتتاح مدرسة مجانية للإناث في منطقة الباشورة وضمت ما يقارب 200 فتاة ثم مدرسة ثانية للإماث داخل البلد ضمت 250 فتاة. ثم مدرستين للذكور واحدة في الباشورة والثانية في سوق البازركان وضمتا 450 تلميذ. إلى هذا قامت الجمعية بتأمين الأدوية لفقراء المسلمين وبتأمين المساعدات الاجتماعية لهم كما أسست لجنة لرحلات الحج وأخرى لأعمال الترجمة وإحياء التراث الإسلامي ومكتبة... فبدأت الجمعية بالبروز ولعب دور كبير في حياة منذ السنة الأولى لبدء نتيجة للانطلاقة القوية التي شهدتها. فتمتعت منذ البداية بثقة المسلمين التي كانت انعكاساً لثقتهم بمؤسسيها. وسرعان ما حذت مدن كثيرة حذو بيروت فبدأت موجة من تأسيس المدارس والجمعيات تحت اسم المقاصد دون أن يكون للجمعية الأساس في بيروت أي دور مباشر في تأسيسها، بل أن هذه الجمعيات اختارت أن تنضوي تحت شعار ورسالة المقاصد وإسمها فكانت تراسل الجمعية البيروتية دوماً مطلعة إياها على التطورات طالبة النصح والمساعدة خاصة في برامج التعليم. فنشأت جمعيات في حماة واللاذقية وطرابلس الشام وصيدا ونابلس وحيفاو جنين النبطية ومرجعيون والإسكندرية...
ولم تقتصر مساهمات الشيخ قباني الكبرى في المجال التربوي على تأسيس جمعية المقاصد، بل ترأس لجنة في العام 1906م لجمع المال لتأسيس مرسة الصنائع. فقامت هذه اللجنة بفرض مبلغ صغير من المال كضريبة لدخول بيروت. وهذه الطريقة تستعمل في الدول المتقدمة لجمع الأموال لبناء الجسور والطرق مما يظهر مقدرات الشيخ قباني المتميزة كرجل أعمال والتي ظهرت في أكثر من سياق في المشاريع التي قام بها والجمعيات التي انخرط فيها. وهكذا تأسست مدرسة الصنائع وما زالت إلى اليوم صرحاً تربوياً كبيراً له دور الأساسي في التعليم المهني في لبنان. وكانت رؤيا الشيخ قباني أن ينشأ هكذا صرح يقوم بإحياء الصنائع القديمة ويواكب ما هو جديد. واهتمام الشيخ قباني بالتعليم المهني بالتوازي مع اهتمامه بالتعليم الأكاديمي ومبادرته في تأسيس صرحين تربويين كبيرين في المجالين، مدرسة الصنائع والمقاصد الخيرية، لهو أمر يعكس خبرته في هذا المجال وإدراكه لأهمية النوعين من التعليم في تأمين حاجات المجتمع وضرورة تنمية المجالين بتوازن فلا يتم التركيز والتوجيه نحو أحدهم دون الآخر فينتج خلل في النظام التعليمي وبالتالي نقص في تلبية حاجات المجتمع.

## مناصب حكومية
إلى كونه رجلاً تربوياً وصحافياً، كان الشيخ قباني رجل دولة بامتياز. فتقلب في مجموعة من المراكز الأساسية في الدولة والجهاز القضائي أهله لذلك سمعته الحسنة وتحصيله العلمي وخبرته في الحقل العام. إنتخب الشيخ قباني عضواً في مجلس إدارة لواء بيروت في العام 1880 ومن ثم انتقل إلى السلك القضائي حيث عين قاضياً في المحكمة الابتدائية، عين بعدها قاضياً في محكمة الإستئناف في العام 1888 م، ثم ما لبثت أن أعلنت ولاية بيروت على أن تكون مدينة بيروت مركزاً لها، فقام أهالي المدينة وأعيانها بتوقيع عريضة رفعت إلى الوالي رشيد باشا يطالبون فيها بالشيخ عبد القادر قباني رئيساً للمجلس البلدي، فتم لهم ما أرادوا في العام 1898 نظراً لسجله الناصع في القضاء كمثال في النزاهة والحياد. وكانت هذه المرة الأولى التي يختار فيها الأهالي رئيس البلدية فكان أول رئيس بلدية منتخب لبيروت وأوردت صحيفة ثمرات الفنون خبر الانتخاب في عدد 4 و 16 آب 1897 كما يلي:
ورد تلغراف إلى مقام الولاية من نظارة الداخلية الجليلة بكف يد بعض مأموري الدائرة البلدية في بيروت وتعيين خلافهم وقد صدر أمر حضرة ملاذ الولاية الجليلة بتعيين عبد القادر قباني صاحب هذه الجريدة ورئيس تحريرها وأحد أعضاء محكمة الإستئناف وكيلاً لرياسة البلدية وتعيين جرجي أفندي خليل الدباس وبشارة أفندي يارد ممن حازوا الأكثرية في جدول الإمنخاب الماضي عضوين للدائرة المذكورة

## رئاسة بلدية بيروت

منظر عام لبيروت خلال الثلث الأخير من القرن التاسع عشر.

خلال رئاسة البلدية إستغل الشيخ قباني الفرصة لإطلاق العديد من مشاريعه ووضع الكثير من أفكاره للنهوض بالمجتمع موضع التنفيذ وذلك من موقع المسؤولية.
بدء عبد القادر أفندي القباني مهامه بالعمل على إنقاذ صندوق البلدية من العجز والإفلاس مثبتاً مرة أخرى مواهبه كرجل أعمال ورجل اقتصاد فذ وإداري حازم.
عرف عنه أنه كان يتجول في شوارع المدينة بنفسه مطلعاً على أحوالها، متفقداً حاجات أبنائها، مشرفاً بشخصه على تنفيذ المشاريع وعلى سير أمور مدينته. فعندما ضرب الجراد المدينة في أواخر أذار من العام 1899 توجه الشيخ قباني شخصياً إلى منطقتي مار إلياس والمصيطبة اللتين إجتاحهما الجراد وغطى البساتين والحدائق فساعد الأهالي على إتلافه، وقام بنشر المقالات في ثمرات الفنون للتوعية حول سبل التخلص منه ومن بيوضه. وقد ضرب الجراد سواحل فلسطين ولبنان وسوريا بكميات هائلة ألحقت الضرر الكبير بالمزروعات ودفعت بالسلطات لتجييش طاقاتها ومواردها للقضاء عليه. ومجدداً تشكل الثمرات مرجعاً مهماً لأخبار هذه الحقبة إذ كانت تتابع باستمرار أخبار اجتياح الجراد للمنطقة وتعليمات البلدية والحكومة حول ما يجب على المواطنين القيام به للتخلص منه، وفيما يلي بعض مما نشرته:
ولم تحسر الشمس أمس عن قناعها إلا وظهرت جيوش الجراد الأصفر الطيار آتية من الجنوب الشرقي فملأت البطاح والقفار حتى كادت تحجب وجه الشمس غير أن اللطيف الخبير أرسل عليها ريحاً بددت شملها ومزقتها كل ممزق وساقت جيوشها إلى اليم فغطت سطحه على مسافة أربع ساعات على ما أخبرنا به بعض ركاب البواخر.
الجراد:
أعاد الجراد الكرة على الثغر منذ يوم الإربعاء الماضي وأخذ بالنمو يوماً فيوماً إلى أن كان في كثرته أمس واليوم لا سيما جهة رأس بيروت كما وصفه ابن هلال الحموي بقوله:
جراد مد فوق الأرض أرضاً
```
وثمن جيشه السبع الطباقا
```

وقد باتت جيوشه أمس على الأشجار فحولت اخضرارها إلى الإصفرار كما حولت وجه الأرض كذلك وشوهد بعضها أمس تغرز في الأرض لإلقاء بزورها وبيوضها
ومن الطريف والذكي في آن أن قامت الحكومة بفرض جزية على كل مواطن هي عبارة عن عشر أقات من الجراد وبيوضه تسلم للبلدية ويؤخذ بها وصل عن كل نفس وإلا فغرامة خمسين قرشاً:
هذا والهمة مبذولة لجمعه وإتلافه وقد ضربت الحكومة عشر آقات على كل نفس يسلمها للدائرة البلدية أو للمختارين ويأخذ بها وصلاً وإلا فيلزمه أداء خمسين قرشاً جزاءاً نقدياً. ومما يذكر أن أحد الأهلين قد استطاع صباح اليوم أن يجمع في نصف ساعة ثلاثين آقة من الجراد وضعها في كيس وسلمها للبلدية وأخذ بها وصلاً فنحض الأهلين والحالة هذه على زيادة الاعتناء والاهتمام بجمع هذا الضيف الثقيل وإراحة البلاد من شره وضره.
وتورد الثمرات أن ما أتلف من الجراد في بيروت من خلال هذه الضريبة بلغ ثلاثين الف آقة عدا عما حملته الرياح إلى البحر وما أتلفه الأهالي.

## السبيل الحميدي
ومن إنجازات الشيخ قباني التي أصبحت واحدة من معالم بيروت، تشييد السبيل الحميدي الرخامي في ما يعرف اليوم بساحة رياض الصلح وتم تدشينه وتدفق المياه منه نهار السبت في الأول من أيلول العام 1900 م – 1318 هـ وذلك بمناسبة مرور خمسة وعشرون عاماً على تولي السلطان عبد الحميد الثاني حكم السلطنة العثمانية.
وقامت البلدية برئاسة الشيخ قباني بتكليف مهندس البلدية رفعتلو يوسف أفندي أفتيموس بإنجاز هذا المشروع ليكون صدقة جارية بهذه المناسبة وذلك استناداً إلى الشرع الحنيف والحديث الشريف بهذا الخصوص من أنه بوفاة المرء ينتهي عمله إلا من ثلاث: ولد صالح يدعو له، صدقة جارية وعلم ينتفع به.
وقد قام اثنان من أهم صناع الرخام في ذلك الوقت بالعمل على السبيل إذ قام بتركيبه المعلم اليان أبو السلو وقام بنقشه المعلم يوسف العنيد.
وصدرت الصحف في ذلك الأسبوع تشيد بروعة ودقة العمل على السبيل وتتحدث عن الاحتفالات الضخمة التي أقيمت بالمناسبة. ومن هذه الصحف كانت ثمرات الفنون التي صدرت مزدانة بالمناسبة وأوردت وصفاً تفصيلياً للاحتفالات وللسبيل هذا بعض ما جاء فيه:
الصفحة الأولى من ثمرات الفنون مزدانة بالمناسبة
السبيل الحميدي
ثم شرف حضرة ملجأ الولاية الجليلة والأركان والأمراء والأعيان مكان السبيل الذي شيده المجلس البلدي في بيروت إجلالاً وتذكاراً لمرور خمس وعشرين عاماً على ارتقاء الجناب العالي السلطاني عرش الخلافة الكبرى وكانت البلدية نصبت بجانبه سرادقاً كبيراً فوقف عطوفة الوالي تلقاء الأنبوب الشرقي يحيط به من ذكرنا والكل بالملابس الرسمية ففاه صاحب الفضيلة نقيب أفندي بخطاب مناسب للمقام ختمه بالدعاء إلى الله تعالى بطول بقاء الجناب السلطاني معزز الشوكة منصور اللواء موفقاً لأمثال هذه المباني الخيرية وكان المصورون خلال ذلك يأخذون صورة هذا الاحتفال الحافل يالتصوير الشمسي ثم صدحت الموسيقى العسكرية بالسلام الحميدي وهتف الحضور بالدعاء «بادشاهم جوق باشا» ثم حرك عطوفة الوالي بيمينه آلة إنزال الماء فتدفقت من أنابيب السبيل الثلاثة فشرب منها عطوفته والحاضرون ثم شرف السرادق وارتاح به هنيهة طاف عمال البلدية خلالها بكؤوس المرطبات ثم آب إلى دار الحكومة حيث اقتبل التهاني من قناصل الدول العامة وأخذ الأهلون يستقون من السبيل شراباً مبرداً مرطباً، ودونك الآن وصف هذا السبيل وصفاً هندسياً.
في سهلة السور الواقعة في منتصف الثغر فسحة من الأرض مثلثة الشكل تكتنفها ثلاث طرق من أهم طرق البلدة مجمعها في الزاوية الشرقية منها ففي هذه الزاوية أقيم السبيل الحميدي من الرخام الأبيض على دكة مستديرة من من الحجر الفرني علوها 54 سانتيمتراً ويصعد إليها بثلاث درجات في كل جهة من الجهات المقابلة لكل طريق ويبتدء السبيل بمثلث يتشعع من زواياه ثلاث قوائم تنتهي في ثلاثة أعمدة من الحجر الناري المعروف بالغرانيت «شحم ولحم» ثم ترتفع هذه القوائم مكونة تاجاً فوق كل عمود منقوش على هيئة شبكة ذات جدل لطيف وتتجه عند المركز بجدل عمودي شبيه بظفار الشعر وتكتنف هذه القوائم بثلاثة أحواض من الرخام طول كل منها 650 سانتيمتراً وكل حوض مركوز على ثلاثة أعمدة من حجر الغرانيت ومزدان بنقوش مجدولة لطيفة كما في تيجان عواميد القوائم ويحيط بكل حوض سلسلة منقوشة به نقشاً غاية في اللطافة وفوق كل حوض قطعة من الرخام ينصب بها الماء من وسط نجمة منقوشة نقشاً بديعاً ومكتنفة بإكليل على هيئة ورق الغار ثم يعلو كل ذلك قطعة ضخمة من الرخام مثلثة الشكل طولها 120 سانتيمتراً ووزنها نحو خمسة عشر قنطاراً شامياً وهي منقوشة الزوايا بهيأة عمود قائم ومخصور بعدة حلقات من الجدل الرفيع ثم ينتهي كل عمود بحلزونة فوقها ورقة عريضة وأوجه هذه القطعة محدبة قليلاً ومحفور على إحداها الطغرى الغراء وعلى الوجهين الأخيرين
كتابة مذهبة باللغتين العربية والتركية بمعنى واحد، هذا نص العربية منها وهما مكتوبتان بقلم الفاضل الشيخ محمد أفندي عمر البربير:
"أنشأ هذا السبيل الحميدي في عام ثلاثمائة وثمانية بعد الألف
من الهجرة النبوية تذكاراً وتعظيماً لمضي خمس وعشرين سنة
من جلوس حضرة سيدنا ومولانا السلطان بن السلطان
السلطان الغازي عبد الحميد خان الثاني على عرش
الخلافة الإسلامية الكبرى واريكة السلطنة السنية العثمانية
العظمى وصدقة جارية تنضم لما لجلالته من عظيم الخيرات وعميم المبرات"
وفوق كل ذلك نقوش بديعة جداً يعلوها قطعة من الرخام مثلثة ذات جدل ينتهي في كل زاوية بورقة ظريفة النقش وهنا ينتهي الشكل المثلث ويبتدئ الشكل المستدير على هيأة عمود قطر قاعدته 65 سانتيمتراً وهي منزلة بحجر الغرانيت المار ذكره وشمعة مؤلفة من قطعتين السفلية منهما محاطة من أعلاها وأسفلها بأوراق منقوشة أبدع نقش يتخللها تضليع مقعر ومحدب والعليا منها خالية من النقش غير أن في وسطها سوار محفور حفراً لطيفاً مذهباً. أما تاج العمود فقطره 60 سانتيمتراً ومحاط أسفله بورق العنب ويرجع أعلاه إلى الهيأة المثلثة المحفورة والمنزلة بماء الذهب وعلى التاج عمود ثلاثي الشكل من حجر الغرانيت طوله 50 سانتيمتراً يعلوه تاج منقوش من جهاته الثلاث بورق جميل وفوق ذلك كله الهلال المظفر مذهباً. أما علو السبيل فثمانية أمتار من أسفل الدكة إلى أعلاه ويبلغ وزن الرخام الذي استعمل فيه 105 قنطاراً. وقد قام بهندسته الأديب البارع رفعتلو يوسف أفندي أفتيموس مهندس بلدية بيروت. وبتركيبه المعلم اليان أبو السلو وبنقشه المعلم يوسف العنيد وهما من أشهر صناع الرخام.
وأقامت بلدية بيروت عام 1900 هذا السبيل في الساحة المشهورة باسمه وهي التي اتخذت قراراً في عام 1957 بتفكيكه حجراً حجراً ونقله إلى حديقة الصنائع المشهورة قرب سراي الحكومة اليوم.

## برج الساعة

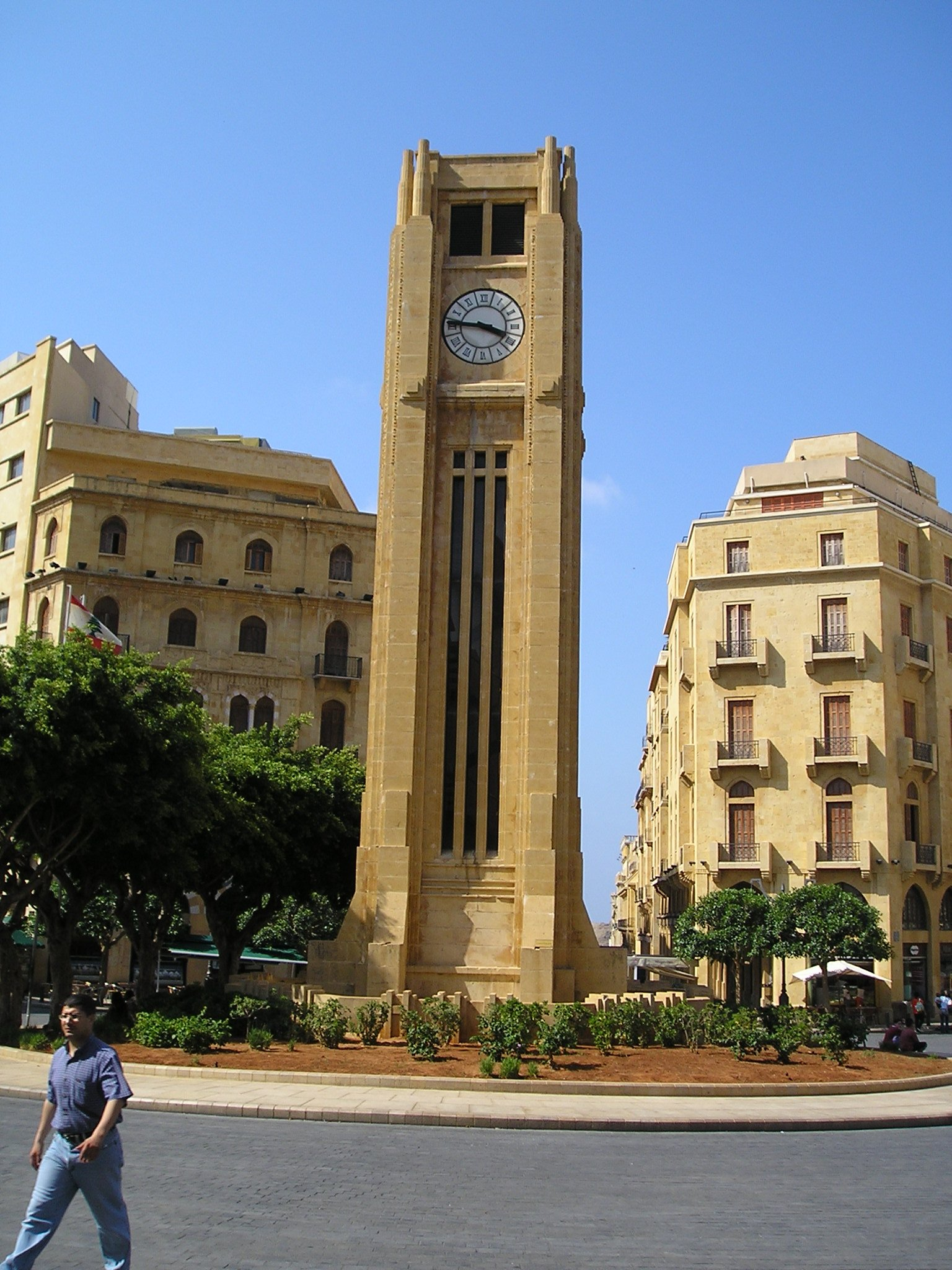
خلال رئاسته بلدية بيروت بنى عبد القادر بك قباني ساعة بيروت الشهيرة في الوسط التجاري

يعتبر برج الساعة في منطقة الثكنات العثمانية أو السراي الكبير تحفة عمرانية هي الأولى من نوعها من حيث الفن المعماري.
قامت البلدية بهذا المشروع على نفقتها الخاصة ووضعت له حجر الأساس في التاسع من كانون الثاني 1897 م بمناسبة عيد مولد السلطان عبد الحميد الثاني.
وبدأ المشروع بأن أرسل الوالي رشيد بك التماساً إلى الآستانة طالباً الإذن لبلدية بيروت أن تبني منارة كبيرة مرتفعة على طراز معماري شرقي وعلى نفقتها الخاصة وليكون في هذه المنارة ساعة كبيرة لتعريف الأوقات العربية وكان أن وافقت الآستانة وبدأ العمل على تنفيذ المشروع فشكلت لجنة للإشراف على التنفيذ وكانت برئاسة قومندان القشلة العثمانية عصمت باشا ومن عضوية: عمر بك بكباشي طابور البشنجي التاسع (عضو لجنة الإنشاءات العسكرية) وخيري بك طبيب أول في الخستة خانة العسكرية (المستشفى العسكري، الأستخانة) ومن صاحب الرفعة قول أغاسي حسين بك وفتوتلو مصطفى أفندي قباني، وسر (نقيب) مهندس النافعة عزتلو بشارة أفندي الدب، ومن مكرمتلو الشيخ طه أفندي النصولي (وخلفه رفعتلو محمد أمين أفندي البربير بعد نقله إلى محكمة الإستئناف الشرعية) ورفعتلو جرجس أفندي الشويري، وهذين الأخيرين هما عضوي مجلس بلدية بيروت. كما كان رفعتلو مهندس البلدية يوسف أفندي أفتيموس من أعضاء اللجنة كذلك.
أقيمت الساعة في الساحة الممتدة بجانب الثكنات العسكرية العثمانية والمستشفى العسكري وهذين المبنيين هما اليوم السراي الحكومي الكبير ومبنى مجلس الإنماء والإعمار.
وفي التاسع من كانون الثاني عام 1897 أقيم احتفال كبير في المناسبتين: وضع حجر الأساس للساعة وعيد المولد السلطاني. فألقيت الخطب وعزفت الموسيقى في مهرجان كبير حضره كبار الشخصيات من أمراء وقادة عسكريين والوالي رشيد بك أفندي الذي وضع حجر الأساس مستخدماً مطرقة صغيرة من الفضة ثم أخذت صورة شمسية للمحتفلين وبدأ العمل الدؤوب على إتمام البناء فتم ذلك في خمسة عشر شهراً.
وبرج الساعة يتألف من خمس طوابق بعلو 25 متراً بنيت لتواجه في جهتها الرئيسية شروق الشمس وفي أساس الطبقة السفلى دكة مربعة مفروشة بالرخام ويبلغ كل من طولها وعرضها سبعة أمتار ونصف المتر يصعد إليها بدرجتين من جهة المدخل ويحيط بها سلسلة من حديد وفي زواياها الأربعة ثلاث كرات من الحديد المصمّت.
والطبقة الأولى مبنية في وسط هذه الدكة تكسير قاعدتها أربعة أمتار في أربعة، لها وجه من الحجر المجزع المعروف في أيامها بأبي ظفر لما فيه من متحجرات واستحضر هذا الحجر من دير القلعة وفيه باب المدخل وهو ذو مصراعين من خشب الأزدرخت «الزنزلخت» عمرها أكثر من مائة سنة تفنن وتأنق في شغله الحاج عمر بيضون المشهور بعمر قريعة وهو من أشهر وأبرع النجارين لذا أوكلت إليه لجنة الإشراف شغل كل الأعمال الخشبية والنجارة في البرج.
وفوق هذا الباب إطار من الرخام الأبيض المرصع والمطعم بالحجر الأسود الحوراني والحجر السماقي والحجر الأحمر المعروف بأبي زنار المستحضر من بلدة دير القمر. وفي وسط الإطار قنطرة صغيرة على الطراز العربي مركبة من الحجر المعروف بالشحم واللحم والأسود الأصم، وفوق غطار الباب عند أعلاه قطعة غاية في الجمال من الشغل العربي الهندسي المعروف بالمقرنصات على غرار مقرنصات المساجد والقصور الأندلسية، وتزينها ضروب من النقوش الهندسية ويعلو هذه الرسوم قطعة كبيرة من حجر الشحم واللحم والأسود الأصم، ويحيط بجوانب المدخل طنف من الرخام مزين بأشكال هندسية ناتئة في البناء على نمط الخطوط العربية وفي أعلى كل ذلك صفيحة كبيرة من الرخام دهنت باللون ائلخضر كتب عليها بأحرف ذهبية تاريخ إنشاء الساعة باللغة التركية وهي من خط الكاتب والخطاط الشهير علام أفندي علام وهذا نص الكتابة:
«زينت افزاى مقام معلاى خلافت إسلامية وأريكة بيراى سلطنت سنيه عثمانيه السلطان بن السلطان السلطان الغازي عبد الحميد خان ثانى حضر تلرينك طرف اشرفلرندن اشبو ساعت قله سى موسسات نافعة ملوكانه لرينه علاوة بيك اوجيوز اون التي سنه هجريه سنده بنا وانشا ايدلمشدر هجري سنه 1316 رومي سنه 1314».
وترجمة النص هي:
«أنشيء برج الساعة هذا من جانب من إزدانت به أريكة السلطنة السنية العثمانية ومقام الخلافة الإسلامية حضرة السلطان ابن السلطان السلطان الغازي عبد الحميد خان الثاني علاوة على مؤسساته الملوكانية النافعة وذلك سنة 1316 هجرية – 1314 رومية».
والجهات الثلاثة الباقية من الطبقى السفلى تزينها شماسات زجاجية، أي القمندلونات، مختلفة الألوان على أشكال هندسية عربية وهي مزدوجة في وسطها عمود يعرف بالشمعة من الحجر الفرني المكلس الموجود في جوار البلد وحول الشماسات صف من الحجر الأبيض الملكي المجلوب من جونيه والأسود الشامي الناري (البازلت) يتلوه إطار أوسع من الرخام العادي يبرز منه طنف مفتول فتل الإسوارة.
والطبقة الثانية من البرج تزينها أربع شماسات كبرى (قمندلونات) من الرخام الأبيض المطعم بخطوط سوداء وأسفل دفاتها، درفاتها، من الخشب المخروط المعروف بالمشربيات، ويعلو المشربيات زجاج ملون كما في الطبقة السفلى.
أما الطبقة الثالثة ففيها أربعة أبواب تفضي إلى كنان، بلكونات، كلها من الرخام الأبيض المطعم بالأسود، والأبواب من حسب المشربيات، وفي هذه الطبقة علق جرس الساعة الذي بلغ قطره 85 سنتيمتراً ووزنه 300 كيلوغرام.
وفي الطبقة الرابعة بيت الساعة، وفي هذه الطبقة أربع مبوقات على جهاتها الأربعة وهي مصنوعة من الرخام الأبيض المطعم بالحجر الأسود والأحمر، وقد أستوردت الساعة من مصنع الساعاتي الشهير بول غارنييه من باريس بواسطة سفارة الدولة العثمانية هناك، وهي ساعة ممتازة بخفة ورشاقة، أجهزتها تنزل منها أثقال إلى الطبقات السفلى، وأكبر هذه الأثقال لا ينقص عن 39 كيلوغراماً.
وعلى كل جهة من الجهات الأربعة في الطبقة الرابعة ميناء للساعة، قطر كل ميناء متر وستون سنتيمتراً رسمت عليها من جهتي الشرق والغرب الأرقام الرومانية، وفي جهتي الجنوب والشمال الأرقام الهندية، غير أن الإبر جميعها تدل على الساعة العربية، وكذلك فإن دقات الساعة هي على التوقيت العربي، وتنتهي الطبقة الرابعة بأطناف ناتئة (كرنيش) من الحجر الملكي على الطراز المعروف بالمقرنص.
أما الطابق الخامس فيتألف من أربعة شبابيك بنيت بالحجر الأبيض الملكي والأسود الشامي الناري تنتهي أيضاً بأطناف من المقرنص الأبيض من الحجر الملكي، وفوق المنارة، البرج، سطح مساحته تسعة أمتار مربعة تكتنفه شرف على شبه التاج من الحجر الرملي البيروتي المطعم بالحجر الأسود الناري، ويرى الناظر من أعلى الطابق الخامس في تلك الأيام مناظر بيروت وضواحيها وسواحل البحر ومشارف جبل لبنان وذلك بسبب الموقع المرتفع والمطل الذي تم اختياره لبناء البرج، الساعة.
وقد قام بجميع أعمال الرخام في البرج المعلم ديونيسيوس صوان من أبناء المصيطبة والمقرنصات قام بعملها المعلم يوسف العنيد الشامي، وكانت لجنة الإشراف قد أوكلت تركيب الساعة إلى الساعاتي الشهير قيصر شكري. أما سلم الحديد ذي الـ 125 درجة الذي يودي إلى الطبقات العليا فاشتغله أحد الحدادين الماهرين عبد الستار سوبرة من أبناء بيروت.
وقد بلغت تكاليف البناء 126 ألف قرشاً ذهبياً ودشنت الساعة في 31 آب بمناسبة عيد الجلوس السلطاني أو جلوس السلطان عبد الحميد الثاني على عرش السلطنة العثمانية.
لا يزال برج الساعة يقف اليوم أمام السراي الحكومي بعد ترميمه لإزالة أثار الحروب الكثيرة التي مرت عليه، وقد أعيد تشغيل الساعة فيه في 22 تشرين الثاني 1996 وهي ذكرى استقلال لبنان.
والجدير ذكره أنه بعد بناء برج الساعة في بيروت قامت مدن كثيرة ببناء أبراج مماثلة مقلدة التصميم الهندسي للساعة البيروتية سواء في طرابلس أو حلب أو يافا.

## مدرسة الصنايع
ومن الإنجازات الكبيرة للشيخ قباني ترأسه حتى العام 1906 لجنة جمعت المال لتأسيس مدرسة الصنايع في بيروت. ومن الأفكار الرائدة التي إعتمدتها اللجنة لجمع المال فرض مبلغ مالي على دخول بيروت، وهذه الفكرة معتمدة اليوم لتأمين تمويل الأعمال العمرانية من إنشاء الطرق والجسور في الدول الكبرى.

## المستشفى البلدي
ومن الأنجازات الكبيرة التي تحققت في ولاية الشيخ قباني في رئاسة البلدية إنشاء المستشفى الحكومي في بيروت، ففي كانون الثاني 1898 وضع حجر الأساس للساعة والمستشفى البلدي في العيد الثاني والعشرين لجلوس السلطان عبد الحميد الثاني على عرش السلطنة العثمانية.
قدم هذا المستشفى خدماته لأهالي بيروت إضافة إلى قاصديها وخاصة الفقراء الذين كانوا يعالجون جميعاً بالمجان بما يتضمن المأكل والمشرب، وكان يزيد عددهم في كل شهر عن الخمسماية مريض وبلغت نسبة الشفاء بينهم مستويات جد مرتفعة تبلغ على الأقل الثمانين في المئة حسب ما كانت تورد صحيفة ثمرات الفنون في إعلان شهري عن الإحصاءات.
وتقدم ثمرات الفنون في المقالة التي تحدثت عن افتتاح المشفى، صورة عن حالته وتأسيسه وخدماته وفيما يلي تلن المقالة:
ثم سار حضرة موئل الولاية الجليلة وكبراء المأمورين إلى دار السادة بني حمادة التي استؤجرت مؤقتاً للمستشفى البلدي الذي أسلفنا صدور أمر عطوفة الوالي المشار اليه إلى الدائرة البلدية بإنشائه خدمة للإنسانية ورحمة للفقراء والغرباء مشتملاً على خمسة وعشرين سريراً فما لبث أن ظهر باهتمام وعناية عطوفته إلى حيز الوجود متمماً المعدات واللوازم وهو معد الآن لقبول أي كان من الفقراء والغرباء للتطبيب والمعالجة آكلاً نائماً مجاناً حباً بإستجلاب الدعوات الخيرية للحضرة العلية السلطانية وقد افتتح الاحتفال بافتتاحه وكيل رئيس البلدية بخطاب هذا نصه:
وها نحن أيها السادة الكرام نحتفل في هذا اليوم السعيد الذي سعد الوطن بمولد عظمته الشاهانية بافتتاح هذا المستشفى الخيري الذي هو ولا ريب خدمة للإنسانية ورحمة للفقراء والغرباء وكلنا يعلم أهمية موقع بيروت وشهرتها وأن المرضى يقصدونها من كل فج للإستشفاء من عللهم المزمنة لما شاع وذاع عن تعدد المستشفيات للأغراب وكثرة الأطباء فيها ومع شكرنا لأصحاب هذه المستشفيات لقيامهم بخدمة الإنسانية نرى أن المريض يلزم أن يكون بحجر أمه وتحت مراقبة قومه حباً باستمرار تبادل عواطف المودة والتراحم وسيقوم هذا المستشفى ان شاء الله بهذه الخدمة الإنسانية والمالية معاً والأعمال بالنيات.

## زيارة امبراطور ألمانيا

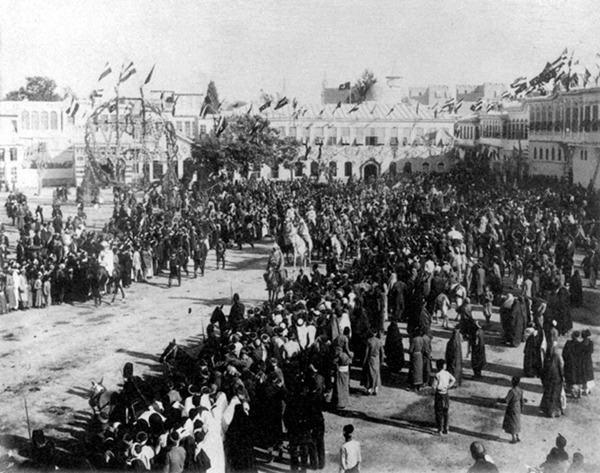
لإمبراطور الإلماني غليوم الثاني خلال زيارته مدينة دمشق

وهكذا شهدت بيروت عهداً ذهبياً في فترة ولاية الشيخ قباني، وتشهد بذلك هذه الآثار الباقية إلى يومنا هذا سواء كانت مؤسسات أو آثاراً عمرانية والتي أصبحت جزءاً من تاريخ وثقافة المدينة. إلى ذلك تشهد بهذا القصص والأخبار التي حملها إلينا التاريخ عن إعجاب ودهشة زوارها بما شهدوه فيها من تقدم وعمران؛ ومن هؤلاء الزوار الإمبراطور الإلماني غليوم الثاني وزوجته وحاشيته الذين زاروا بيروت كمحطة من زيارتهم للسلطنة العثمانية وذلك في 1898 وهو العام الذي إنتخب فيه الشيخ قباني رئيساً للبلدية.
وتتحدث ثمرات الفنون عن وصول الإمبراطور إلى المدينة فتصفه بالتفصيل وتتحدث عن تجمهر الناس والأشراف على الشاطئ لإستقباله وكيف أن الإمبراطور المتعب من رحلته الطويلة آثر الانتظار في السفينة وعدم النزول إلى الشاطئ في اليوم ذاته. فقام عندها الشيخ قباني وكبار الأعيان بركوب زورق إلى السفينة للترحيب به، وهذا كان يعتبر شرفاً كبيراً وامتيازاً منح لهؤلاء الأعيان. وتقول الثمرات عن الموضوع:
وقبيل الظهر ركب حضرة دولتلو المشير شاكر باشا وحضرة ملاذ ولايتنا الجليلة وعزتلو عبد القادر أفندي قباني رئيس البلدية زورقاً خاصاً وساروا إلى اليخت الإمبراطوري لتقديم الهدية الكريمة التي أعدتها الدائرة البلدية تذكاراً لزيارة حضرة الإمبراطورين المعظمين وقد جعلت قسمين وضع كل منهما في بقجة من المخمل مزركشة بالقصب وكتب في أعلاها الحرفان الأولان من اسمي حضرة الإمبراطور والإمبراطورة يتلو ذلك هذه العبارة:
«تقدمة لحضرة حشمتلو إمبراطور وإمبراطورة ألمانيا المعظمين من دائرة بلدية بيروت تذكاراً لتشريفهما»
ويلي ذلك تاريخ سنتي 1316 هجرية و 1898 ميلادية.
وتذكر الثمرات أن الإمبراطور وزوجته إستبقيا الوفد على مائدة الغداء، وهذا أيضاً يعتبر تكريماً وشرفاً عظيماً على ما ذكرت الثمرات.
بصفته رئيس بلدية المدينة قام الشيخ قباني بتنظيم احتفال كبير لإستقبال الإمبراطور، فنظفت الشوارع وزينت بأبهة زينة وصدحت الموسيقى وظهرت بيروت بأبهة حلة حتى أن الإمبراطور غليوم الثاني وصفها بـ «درة تاج بني عثمان» لجمال وروعة الزينة والترتيب والنظام الكبير الذي شهده في خلال زيارته، حتى أنه أسبغ على الشيخ قباني وسام النسر الأحمر وهو وسام رفيع في الإمبراطورية الإلمانية.
ومن جديد برزت للعيان براعة الشيخ قباني في هذه المناسبات كما في أحتفال تدشين برج الساعة والسبيل الحميدي، أظهر الشيخ قباني مهارة في إقامة هذه الاحتفالات واعتناء كبير وملفت بالتفاصيل كان يجعل منها في كل مرة فرصة ذهبية لتطوير العلاقات العامة وتمييز المدينة ودورها في السلطنة.

## اعمار بيروت
أكمل الشيخ قباني سنين ولايته القانونية في رئاسة بلدية بيروت، قائماً بمهام منصبه على أكمل وجه ساعياً لخير المدينة وعمرانها وتنظيم مؤسساتها عاملاً على صرف المال العام في مشاريع تلبي حاجات أهل المدينة وترفع من مستواها بين المدن. وهو الذي كان يأخذ على رؤساء البلدية ومسؤوليها انشغالهم بمظاهر ورسميات المنصب عوضاً عن متابعة ماهية صرف أموال دافعي الضرائب، فترك على المدينة بصمته إلى يومنا هذا ولعل ما اختاره الباحث اللبناني نادر سراج كعنوان لإحدى مقالاته عن الشيخ قباني هو أفضل ما يمثل العلاقة المميزة بين الرجل والمدينة فقال: «عبد القادر قباني.. سيرة مدينة في حياة رجل».

## إدارة المعارف
بعد أدائه المتميز في رئاسة البلدية ونجاحه الكبير من خلال جمعية المقاصد الخيرية الإسلامية، عين الشيخ قباني بإرادة سلطانية مديراً للمعارف، فوجد في منصبه الجديد الفرصة التي لطالما أرادها للعمل على الارتقاء بأسس التعليم الحكومي وتصحيح ما كان يراه فيه من أخطاء فانكب فوراً على العمل على وضع خطة للنهوض بالجهاز التعليمي والتحسينات التي يمكن القيام بها. والشيخ قباني كان معروف عنه حماسه لكل ما يتعلق بالأمور التربوية حتى أنه تحدث دوماً عن إدارة المعارف وأهمية دورها إذ يقول في أحد المقالات في ثمرات الفنون:
مجلس المعارف لا حاجة إلى إبانة مزيته وإيضاح مرتبته بل يكفي في فضله كلمة (معارف) بمعنى العلوم فهو مجلس العلوم، مجلس الفنون، مجلس إصلاح التعليم، مجلس إصلاح التربية، مجلس تنظيم الدروس، مجلس تحسين الآداب، مجلس انتقاء الكتب النافعة للقراءة المقربة المنال الطاوية للمسافات على الطالب.
مجلس انتقاء أساتذة ذوي الأهلية واللياقة والمدركين لحاجيات العصر ولوازم الزمن. مجلس النهضة الكبرى في علوم الأخلاق لترقى العمران
هذا ما كان يراه الشيخ قباني في هذا المنصب وهكذا كان يحس بالمسؤوليات الملقاة على عاتقه بعد توليه إياه. فقام بوضع لوائح تعليمية لتطوير التعليم الرسمي وقام بتقديمها إلى الجهات المختصة التي قامت بتجاهلها «فبقيت في زوايا الإهمال» على حد تعبير الشيخ قباني في ثمرات الفنون. وليس تصرف النظارة هذا بمستغرب إذ أن سياسة الأتراك في تلك الفترة لم تكن من أولوياتها نشرة الثقافة والتعليم بين المسلمين خوفاً من انقلابهم.
وفي 13 آب 1908 وبعد مرور شهر واحد على انقلاب جمعية الاتحاد والترقي، أبلغته الجمعية نبأ إقالته من منصبه دون أي مبرر قانوني بل إكتفوا بإعطائه شهادة حسن سلوك تؤهله العمل في الدوائر الرسمية إذا شاء. أورد الشيخ قباني إقالته في صحيفته ثمرات الفنون كما يلي:
تبلغ صاحب هذه الجريدة من مقام الولاية نص تلغراف ورد من نظارة المعارف الجليلة بعزله من مديرية المعارف في الولاية وأن من المقتضى تعيين وكيل لرؤية الأشغال. ولما كان هذا العزل بهذه الصورة مخالفاً لأحكام القانون الأساسي وللعدالة التمس تلغرافياً من مقام الصدارة العظمى ومن نظارة المعارف بيان السبب للمدافعة عن الحقوق دفعاً للمغدورية.
وبسبب ما تحمله هذه الإقالة من افتراء إضافة إلى ما رافقها من محاولات للإساءة لسمعة ودور الشيخ قباني في الجرائد العثمانية بواسطة رسائل من مجهول حملت بعضها إمضاء «مهجور الوطن» قام الشيخ قباني باللجوء إلى القضاء لإبطال مفعول هذه الإقالة وتبرئة ساحته وهو الذي كان كله أمل بأن تلك الأيام بعد إعلان الدستور تختلف عن سابقاتها وبأن حقه لن يضيع وهو الذي قال: «وأقسم بخالق الحب والنوى وبحقوق الوطن المقدسة التي تحملت لأجلها الجهد أني لو عزلت قبل زمن الحرية والقانون الأساسي لما خطر في بالي غير الشكر والامتنان إلا أن حصوله في هذه الأيام أيام إشراق نور القانون الأساسي والحرية حملني على تقديم الإستدعاء تلغرافياً إلى المقامات العالية طلباً للعدالة ودفعاً للحيف والمغدورية ولم أزل أترقب النتيجة». وقام بالرد على متهجميه من خلال جريدته ثمرات الفنون في سلسلة من المقالات التي تروي حقيقة وتفاصيل كل ما جرى معه. وبالرغم من صدور الحكم بنظافة كفه من كل مخالفة قانونية إلا أن الحكام أصروا على موقفهم فقاموا بدفع تعويضه وإعطائه شهادة حسن السلوك، وما لبثوا أن قاموا بإقفال ثمرات الفنون لإسكات ما كانت تنشره عن المخالفات وفساد الحكام وما كان كان يكتبه الشيخ قباني لتبرئة ساحته وساحة رجالات الوطن الأحرار العاملين لخيره وتقدمه ممن إستهدفتهم السلطة بعد الأيقاع بهم بفخ حرية التعبير الوهمية وإعلان الدستور.
ولأن كرامته وعزة نفسه لم تسمحا له بالاستمرار في العمل الحكومي بعدما تجلت له حقيقة النوايا التركية ومعاملة المحتل التي كانوا يعاملون بها أهل وطنه. فقرر اعتزال العمل العام نهائياً. وقد حصل الشيخ قباني على العديد من الأوسمة الرفيعة في السلطنة العثمانية حيث أكرمته الدولة بمنحه المرتبة الأولى من الصنف الأول، والوسام المجيدي، والوسام العثماني، وميدالية السكة الحجازية وميدالية وصول الخط الحجازي إلى معان.
رغم كون قرار الجمعية تعسفياً دون أي مبرر قانوني ودون أن تكون ضد الشيخ قباني أية شكوى أو شبهة. إلا أن الأسباب التي أدت إلى هذه الإقالة كانت واضحة جليّة للجميع. فالشيخ قباني كان معروف عنه اعتداله وحرصه على الحفاظ على العلاقة المميزة التي كانت تربطه بالسلطان عبد الحميد وذلك لتجنيب بيروت الصراعات التي كانت تعصف بالمنطقة في ذلك الوقت.
كانت بيروت هي الهدف دوماً؛ وكان الشيخ قباني ممن حلموا ببيروت ودورها كمدينة محايدة منذورة للثقافة والجمال والفن، مدينة للجميع للتلاقي والحوار والانفتاح. هذه الرؤية تحولت مشروعاً وتخطيطاً أخذ طريقه للتنفيذ في عهد الشيخ قباني في رئاسة بلدية بيروت؛ حينها أثبتت الأفعال، كما يثبت الزمن اليوم، صحة وجمال هذه الرؤية.

## مواقفه السياسية
تفسير ما جرى في 13 آب 1919 يتطلب توضيح مسألتين:
الأولى: خلفية جمعية الاتحاد والترقي وأهدافها المعلنة وغير المعلنة
الثانية: علاقة الشيخ قباني بالسلطات العثمانية والسلطان عبد الحميد على وجه الخصوص
أولاً: جمعية الاتحاد والترقي:
كانت جمعية الاتحاد والترقي في بداياتها تطالب السلطان العثماني بالإصلاح الدستوري ورفع الظلم عن الولايات العثمانية. وكانت آنذاك جمعية سرية تناوئ السلطان عبد الحميد، وتضم نخبة من أحرار ومفكري البلاد العربية وسائر انحاء السلطنة العثمانية.
وسرعان ما انتقلت الجمعية إلى سلانيك لتتمكن من العمل بحرية باعتبار أنها إحدى الولايات الثلاثة الخاضعة للمراقبة الدولية، هناك سرعان ما تغلغل فيها ضباط يهود أخذوا يلعبون دوراً أساسياً في أعمالها إضافة إلى ذلك قامت المحافل الماسونية الأجنبية في سلانيك باحتضان الجمعية وهي في طور المعارضة في عهد السلطان عبد الحميد حتى أن المحافل الماسونية أصبحت محل عقد اجتماعات أعضاء جمعية الاتحاد والترقي بعيداً عن أعين شرطة الدولة وعيونها لكونها تحت رعاية الدول الأجنبية ولا يمكن تفتيشها.
في 3 تموز 1908 قامت مجموعة من الضباط المنتمين إلى جمعية الاتحاد والترقي السرية، بثورة دستورية تمخضت عن أجبار السلطان عبد الحميد الثاني (1876-1909) على إعلان إعادة العمل بدستور 1876 المعطل منذ سنة 1877، وقد رفع الانقلابيون شعارات: الحرية والإخاء والمساواة ولم يتسلموا الحكم مباشرة، بالرغم من أنهم شكلوا الأكثرية في البرلمان (مجلس المبعوثان)، ولكنهم حرصوا على أن يكون السلطان والصدر الأعظم، تحت رقابتهم الشديدة وأشرافهم المستمر.
وكشف المحفل الماسوني في أول مؤتمر علني له في تركيا في كانون الثاني 2000 أن طلعت باشا، أحد مؤسسي جمعية تركيا الفتاة، والذي ترأس الحكومة التركية بين عامي 17-1918م، واغتيل في مدينة برلين هو الذي أسّس المحفل الماسوني في تركيا عام 1909م، وأن الماسونية قد لعبت دورًا أساسيًا في إصدار «لائحة التنظيمات»، وفي تحرّكات جمعية «الاتحاد والترقِّي» التي نقلت الأفكار الغربية لتركيا بعد عصر السلطان عبد الحميد الثاني. وهاجم عضو المحفل الماسوني بعنف السلطان عبد الحميد الثاني (1876-1909) زاعمًا: «أن فترة الحكم الإسلامي وقت زمن السلطان عبد الحميد الثاني وقفت حجر عثرة أمام تأسيس وظهور المحفل الماسوني، ولكن بعد عبد الحميد وبمعاونة جمعية الاتحاد والترقي تمكنت الماسونية من الظهور والتغلغل في إدارة الدولة».
وهكذا فإن سياسة عبد الحميد الثاني إزاء الإتحاديين والماسونية والصهيونية ودول أوروبا قد أدت إلى اتفاق هذه العناصر للقيام بثورة 1908 حيث قامت جمعية الاتحاد والترقي بأخذ قرار في مجلس المبعوثان بخلع السلطام عبد الحميد واجلاس أخيه محمد رشاد (1909-1918) باسم السلطان محمد الخامس على عرش الدولة العثمانية.
وقد كان للسلطان عبد الحميد وقفات مشرِّفة فيما يختص بإستيطان اليهود لفلسطين. فعندما جاء أوليفانت (Oliphant) المبعوث اليهودي لمطالبته بإنشاء كيان لليهود في فلسطين جاء رد السلطان بأن اليهود يستطيعون العيش بسلام في أية منطقة من المملكة إلا في فلسطين، لأن الدولة ترحب بالمضطهدين إلا أنها ترفض مساعدة اليهود على إقامة دولة لهم في فلسطين يكون أساسها الدين.
وسرعان ما تبدلت سياسة الدولة العثمانية تجاه فلسطين والدول العربية بعد الثورة فازدادت موجة الهجرة اليهودية وكما كان عهد الاتحاديين هو العهد الذهبي بالنسبة لليهود الراغبين في الهجرة إلى فلسطين كذلك كان العهد الذهبي في فتح المحافل الماسونية في طول البلاد وعرضها في الدولة العثمانية. يقول فخر البارودي في مذكراته واصفاً وضع دمشق بعد وصول الاتحاد والترقي إلى الحكم: «وقد ساعد الاتحاديين على نشر دعايتهم اللوج ـ أي المحفل ـ الماسوني الذي كان مغلقاً قبل الدستور» ثم يقول: «وبعد الانقلاب فتح المحفل أبوابه، وجمع الأعضاء شملهم وأسسوا محفلاً جديداً أسموه محفل» نور دمشق«وربطوه بالمحفل الإسكتلندي»
وبعد هذه اللمحة عن مواقف السلطان عبد الحميد وعن تاريخ جمعية الاتحاد والترقي تصبح واضحة الأسباب التي وقفت وراء إقصاء رجالات الدولة الشرفاء العاملين على رفعة البلاد وخير العرب والمسلمين والوطن من أمثال الشيخ قباني
ثانياً: علاقة الشيخ قباني بالسلطات العثمانية والسلطان عبد الحميد.
حافظ الشيخ قباني دوماً على علاقة طيبة بالحكام العثمانيين وقد ساعدته هذه العلاقة على الحصول على مساعدة العثمانيين ودعمهم في الكثير من الأنجازات العمرانية والاجتماعية لخير بيروت والمسلمين. تميزت هذه العلاقة في فترة حكم عبد الحميد الثاني لسببين: الأول هو تولي الشيخ لمناصب رفيعة قرّبته من الحكام الأتراك بحكم موقع المسؤولية والتعاطي المستمر. والثاني هو كون السلطان ومن ولاهم على سوريا وبيروت من ولاة بأعلبيتهم من داعمي المشاريع العمرانية والنهضة العلمية في البلاد ومشجعيها.
ولم يكن ولاء الشيخ قباني في أي حال ولاء شخص مجبور على إطاعة الاحتلال أو طاعة متعامل مع الاحتلال، بل كانت دوماً طاعة رجل حر لسلطات بلاده وطاعة مسلم مؤمن لمركز الخلافة الإسلامية. وهذه كانت هي النظرة السائدة في ذاك الزمن وعندما بدأت القومية العربية والتمسك باللغة العربية إلى الظهور كان الشيخ ممن نشروا مقالات كطولى عن اللغة وسبل تقويتها والمحافظة عليها إضافة إلى انضمامه لاحقاً إلى الحركة الإصلاحية التي طالبت باللامركزية. وهكذا فهو كان دوماً رجل المبادئ يبدي خير إخوانه في الوطن وخير بلاده على خيره الشخصي. رجل أمضى عمره في العمل على إعلاء أبناء قومه وإسترجاع أمجادهم. وعندما عزل من منصبه في 1908 قبل أن يعود إلى العمل العام في عهد الانتداب كان قد امضى في العمل العام في الوظائف التي عهدت اليه مدة 31 سنة لم يبق بدون وظيفة بكل هذه المدة غير تسعة أشهر وخمسة وعشرين يوماً.

## إعادة العمل بالدستور
بعد أن أعلن إعادة العمل بالدستور في تموز 1908، عمت البهجة أوساط المثقفين الذين تفاءلوا خيراً وأملوا بأن زمن حرية التعبير والمساواة والعدلة ومحاربة الفساد قد أتى، ولعل المسلمين من بين هؤلاء كاموا الأكثر حماسة كونهم كانوا يرون في الحكم التركي خلافة إسلامية وليس احتلالاً عثمانياً وكانوا دوماً إلى الإصلاح وإلى الوصول بالعلاقة مع الحكام إلى ما كانت عليه حال المسلمين دوماً في ظل الخلافة الإسلامية من عدل ومساواة. إلا أن نظرة الأتراك للعرب وممارساتهم في الحكم كانت دوماً علاقة المحتل مع المحتلين في ما عدا بعض المثقفين الذين كانوا يدعون لخلاف ذلك.
وهكذا، بعد صدور الدستور كان الشيخ قباني من أشد المتحمسين وهو المسلم المؤمن الذي تضارب ولاءه مع ما كان يراه من فساد وتضييق على الحريات مما تعافه نفسه. فقام مع مجموعة من رفاقه بتأسيس جمعية «الجامعة العثمانية» من منطلق أن جميع أبناء السلطنة من أي دين أو قومية كانوا هم عثمانيون متساوون في الحقوق والواجبات. وانطلقت وفود من الجمعية في أنحاء السلطنة «لبث روح الآخاء وجمع الكلمة بين إخواننا العثمانيين» كما ذكرت ثمرات الفنون التي تحدثت عن إنشاء الجمعية فقالت:
"حي الله الجامعة العثمانية في كل صقع وناد ويسرنا أن بعض المتفكرين الأحرار قد راق لهم تشكيل جمعية بعد نشر القانون الأساسي تتألف من سائر أبناء الوطن لخدمة الوطن وقد أسفر سعيهم عن تشكيل جمعية باسم «الجامعة العثمانية» ومساء الإثنين الماضي إحتفلت في مرسح زهرة سوريا بتلاوة قانونها وتقدم ذلك ارتجال بعض الخطب وكان المرسح غاصاً بالناس وتقدم القوم إلى الاشتراك بهذه الجمعية ولم يزل يتزايد أعضائها.
وغاية هذه الجمعية صريحة في قانونها وهي توطيد القانون الأساسي والمحافظة عليه والدفاع عنه وعن محبيه ومريديه الأحرار في كل ما يؤيد الحرية والمساواة والآخاء وخدمة الوطن العزيز".
إلا أنه لم يمض وقت طويل حتى تكشفت الأمور وظهر للعيان أن إعادة العمل بالدستور هي خطوة شكلية سرعان ما أستغلت للإيقاع بكل من جاهر برفضه لسير الأمور. انضم عندها الشيخ قباني إلى المطالبين باللامركزية وذلك من خلال «الحركة الإصلاحية».
وفي يوم الأحد في 14 كانون الثاني سنة 1913 إجتمع في دار المجلس البلدي في الساعة الثالثة زوالية المندوبون الرسميون من كافة الطوائف وكلهم منتخب انتخاباً قانونياً منهم اثنان واربعون من الطائفة الإسلامية وهم:
الشيخ عبد القادر القباني، الشيخ أحمد عباس الأزهري، الشيخ حسن المدور، الشيخ محمد البربير، الشيخ أحمد حسن طبارة، الشيخ محيي الدين الخياط، الشيخ مصطفى الغلاييني، الشيخ عبد الكريم أبو النصر، الشيخ إبراهيم المجذوب، الحاج محمد الحاج محمد إبراهيم الطيارة، سليم علي سلام، أحمد مختار بيهم، الحاج سليم البواب، محمد عمرني، عبد الحميد الغندور، نجيب القباني، كامل الداعوق، سعد الدين رمضان، كامل الصلح، محمد الفاخوري، حسن قرنفل، حسن النعماني، الدكتور عبد الرؤوف حمادة، طه المدور، فؤاد حنتس، حسن الناطور، عبد الباسط فتح الله، عبد الباسط الأنسي، محمد باشا المخزومي، عبد القادر الدنا، الحاج نصوح زنتوت، رشيد اللادقي، حسن القاضي، سليم ياسين، عثمان النقيب، شريف خرما، جميل الحسامي، الدكتور حليم قدورة، عبد القادر الجارودي، الدكتور بشير القصار، حسن الجندي، عبد الغني العريسي.
إضافة إلى اثنين وأربعين مندوباً من الطوائف الأخرى.
واتفقوا على المطالب ووقعوا عريضة بهذا الشأن والمطلب الأول هو اللامركزية وما يلي من بنود:
- "أن تسلم الأوقاف الإسلامية للمجالس الملية أسوة بأوقاف بقية الطوائف.
- أن يشكل في كل ولاية مجلس عمومي ذو سلطة واسعة يعهد اليه بتدبير أمور داخلية الولاية، وأن يترك له واردات المعارف والنافعة على أن يستخدم مؤقتاً ولو بضع سنوات اختصاصيين أجانب من الدول الصغرى لتنضيم الأمور وتمشية الأشغال بينما يتسنى لنا إعداد رجال من أبناء البلاد يكون بهم الكفاءة للعمل وليس للقول. وأن يترك له أيضاً قسم من واردات المسقفات.
- أن يستخدم أيضاً مفتشين أجانب من الدول الصغرى يعينون من قبل الدولة، وذلك لدوائر الصيدلة والرسومات والبوستة والتلغراف والضبط والربط.
- أن يؤذن للمجالس العمومية بالإشراف على جميع أعمال المأمورين وأن يؤذن لهم بعقد القروض وتجفيف البحيرات وبقية الأعمال النافعة مباشرة أو بالواسطة.
- أن تعطى البلديات سلطة واسعة تخولها إجراء الإصلاحات اللازمة كضرب الضرائب وتنفيذ الأوامر وعقد القروض أيضاً، وذلك بتصديق المجالس العمومية، وأن تستخدم هذه أيضاً مهندسين أجانب.
- أن يعطى للمجلس العمومي الحق بتعيين بقية المأمورين ما عدا الرؤساء لأن الطريقة القديمة وهي استخدام جميع المأمورين من أنفار البوليس والخفراء (الورديانية) من المركز هي مضرة ومجحفة بحقوق أهل البلاد.
ويوجد جملة مواد أخرى نرجئها لوقت آخر"

## إدارة الاوقاف
مع انتهاء الحرب العالمية الأولى وضع لبنان تحت الانتداب الفرنسي، فقامت سلطات الانتداب بتعيين الشيخ قباني مديراً للأوقاف. قبل الشيخ هذا المنصب وتراجع عن قراره اعتزال العمل العام لأهمية ما يعنيه هذا المنصب والإمكانات الإصلاحية التي كان يراها فيه. فهو كان قد كتب في ثمرات الفنون عن الموضوع قائلاً:
وهناك أمر يجب أن نوجه أنظاركم إليه ألا وهو إدارة الأوقاف الإسلامية التي لا شك أنكم تعلمون أنها مصدر حياة ألوف من فقراء المسلمين وقد أصبحت سائرة في طريق يسخط عليه كل مسلم إذ هي في الحقيقة يد عظمى في مساعدة المسلمين وقد غير فيها وبدل حتى خرجت عن الأصل الموضوعة له فنحن نوجه أنظاركم إلى الخطة التي تسير عليها إدارتها ونرجوكم أن تصلحوا فاسدها وترجعوا الحكومة عن خطئها وستقدم لكم هذه الجمعية مذكرة كافية وافية تشرح لكم سير الأحوال في إدارة الأوقاف وكيف يجب أن تكون.
فرؤية الشيخ الإصلاحية لمديرية الأوقاف كانت منذ أيام الدولة العثمانية إلا أن نداءاته لم تكن تجدي نفعاً ولا تجد آذاناً صاغية عند الحكام. فبالرغم من غنى الأوقاف الإسلامية في بيروت والإمكانات الهائلة التي كان من الممكن أن توفرها لإنشاء المشاريع التي يستفيد منها المسلمون في تحسين أوضاعهم ومعيشتهم كانت الكثير من هذه الأوقاف مهملة ومتروكة إضافة إلى الفساد الذي انتشر في دوائرها، ويقول في الثمرات عن الأمر:
طلب من نظارة الأوقاف في بيان المرتب إلى أبي الهدى أفندي وسائر مأموري المابين من معاشات وغيرها بأسماء وضعت لمجرد أخذ أموال الأوقاف ويعلم الله أننا كثيراً ما كنا نقول في مذكراتنا الخصوصية أن جل مصائب الحكومة والوطن متسببة عن نتائج أعمال نظارتي المعارف والأوقاف والأمل وطيد أن تعرب الأعمال عن تحسين الأحوال
ما أن تسلم الشيخ قباني مديرية الأوقاف حتى أخذ بالعمل على النهوض بأحوالها ووضع الخطط لإدارتها بفعالية. وعندما أخذت هذه الأوقاف بالازدهار وظهرت قيمتها الكبيرة أمام الفرنسيين قاموا بوضعها تحت إشرافهم خلافاً للشرع الإسلامي فضاع الكثير منها أواستبدل كما هدم الكثير من الزوايا والمساجد بحجة توسيع الطرقات وتطوير شوارع بيروت فضاعت تلك الزوايا ولم يبق منها سوى واحدة هي زاوية الإمام الإوزاعي في سوق الطويلة في باطن بيروت.

## استخراج الحديد والبترول
بعد قرار تنحيته في 13 آب 1908 قرر الشيخ عبد القادر قباني اعتزال العمل السياسي ولكنه بالرغم من كونه في الستين من عمره لم يكن مستعداً للتقاعد بعد، فاستحصل على ترخيص للتنقيب عن الحديد والبترول في الأراضي السورية واللبنانية فكانت هذه الرخصة الأولى من نوعها في المنطقة وأصبح الشيخ قباني أول عربي مسلم يفكر بإستخراج البترول فاستعان بمهندسين ألمان وبدأت أعمال التنقيب إلا أن الفوضى التي عمت البلاد مع نشوب الحرب العالمية الأولى ودخول السلطنة فيها أدت إلى توقف المشروع.

## مؤلفاته
وترك الشيخ قباني بعض المؤلفات في تعليم قواعد اللغة العربية والمعارف الأساسية وآداب السلوك.
كثير من إنجازات الشيخ قباني هي اليوم جزء لا يتجزء من معالم وتاريخ وحضارة بيروت والمجتمع البيروتي. فنرى اللبنانيين بل والعرب يعرفونها ويتغنون بها دون أن تكون لدى أي منهم، للأسف، أدنى فكرة عن الرجل الذي كان وراء هذه الإنجازات. فمن منا لا يعرف برج الساعة ولكن قلائل جداً من سيعرفون إذا ما سئلوا من هو الشيخ عبد القادر قباني وكم من التلاميذ والشخصيات العلمية والأدبية والسياسية تخرج ويتخرج من مدارس المقاصد الخيرية الإسلامية.
وكل ما قامت به بلدية بيروت لتكريم كبير من كبارها هو تسمية شارع ثانوي باسمه في منطقة 67 شارع 23\24 H3/g3

## وفاته
في سنة 1354 هـ 1935 م انتهت رحلة الشيخ عبد القادر قباني في هذه الدنيا بعد عمر ناهز التسعين قضاه في خدمة بلده وأهله فكان أحد أهم شخصيات عصره ودفن في جبانة الباشورة وهي المنطقة التي شهدت ولادته